# Anastasiya Taratorkina

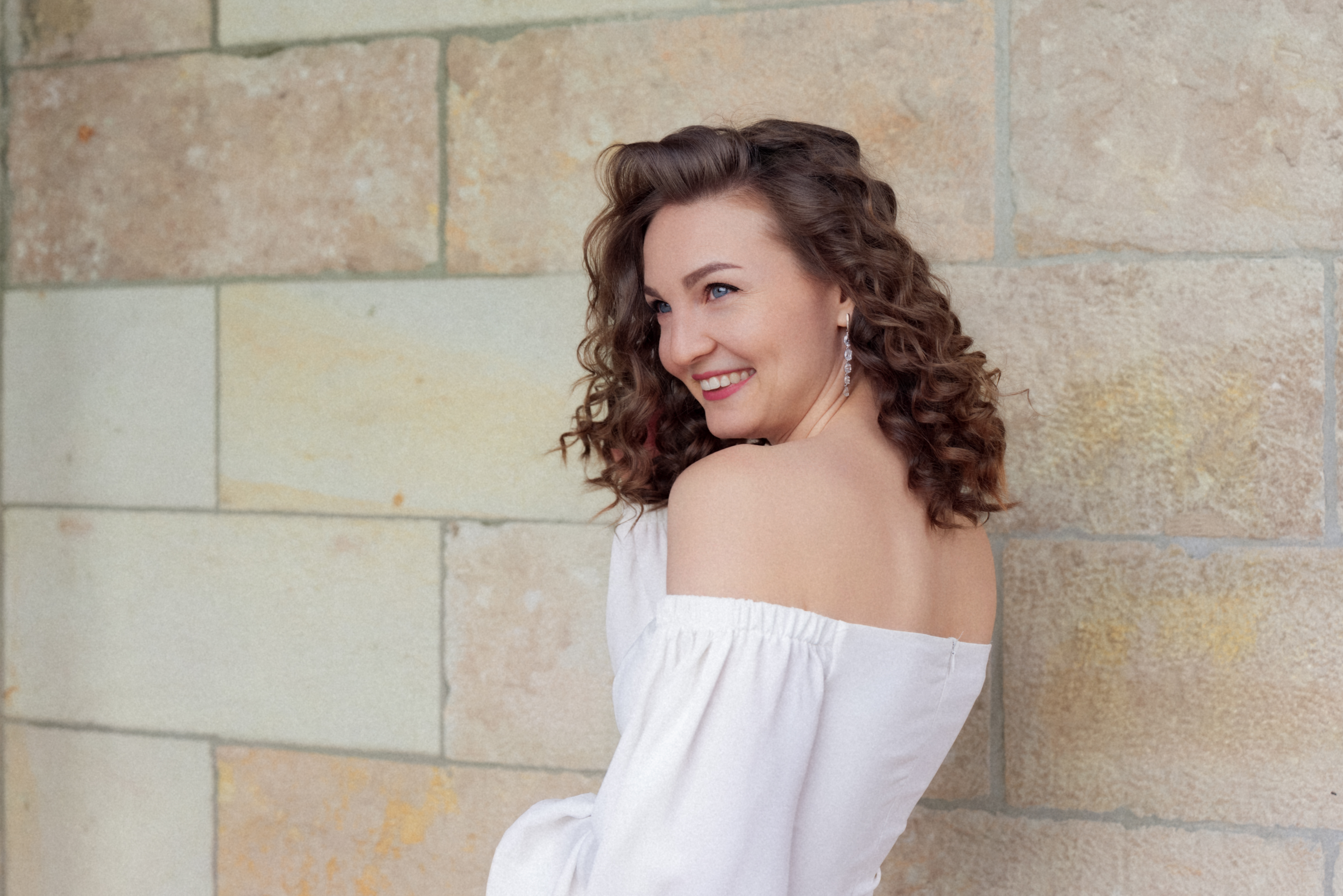
Die Opernsängerin Anastasiya Taratorkina (Foto: Maja Konstancja Kamieska, 2023)

Anastasiya Taratorkina (* 12. Oktober 1993 in Nowosibirsk) ist eine deutsch-russische Opern- und Konzertsängerin mit einem lyrischen Koloratursopran. Sie gewann den 70. Internationalen ARD-Musikwettbewerbs 2021, bei dem sie den 1. Preis und den Publikumspreis erhielt.

## Ausbildung
Anastasiya Taratorkina absolvierte ihr Bachelor- und Masterstudium am Murow-Musikkolleg (2010–2014), dem Glinka-Konservatorium Nowosibirsk (2014–2019) und der Hochschule für Musik Carl Maria von Weber Dresden (2020–2022), wo sie mit Olga Egudina und Hendrikje Wangemann arbeitete. Während ihres Studiums in Dresden gewann sie 2021 den 70. Internationalen ARD-Musikwettbewerb (2021).
Sie nahm an Meisterkursen bei Elena Zaremba, Julija Nowikowa, Dmytro Popov, Ursula Langmayr und Marie-Sophie Pollak teil. Zudem war sie Stipendiatin des Deutschlandstipendiums, der Muslim-Magomaew-Stiftung und der Lidija-Mjasnikowa-Stiftung. Sie wurde als Preisträgerin des 47. Gesamtrussischen Gesangswettbewerbs für Absolventen der Musikhochschulen in Sankt Petersburg ausgezeichnet.

### Karriere
Nach ihrem Erfolg beim ARD-Musikwettbewerb wurde Anastasiya Taratorkina Ensemblemitglied am Hessischen Staatstheater Wiesbaden (2022–2024), wo sie in den folgenden Partien debütierte: Gilda in Rigoletto von Verdi, Susanna in Le nozze di Figaro und Pamina in Die Zauberflöte von Mozart, Sophie in Der Rosenkavalier von Strauss, Marzelline in Fidelio von Beethoven, Nannetta in Falstaff von Verdi, Ännchen in Der Freischütz von Carl Maria von Weber, Gretel in Hänsel und Gretel von Humperdinck, Woglinde/Waldvogel in Der Ring des Nibelungen von Wagner, Valencienne in Die lustige Witwe von Lehár und sie sang die Titelrolle Oryx in der Uraufführung von Søren Nils Eichbergs Oryx and Crake (Oper) basierend auf dem gleichnamigen Roman Oryx und Crake von Margaret Atwood. Diese Oper wurde in der Kategorie „Weltpremiere“ bei den International Opera Awards 2023 nominiert.
Bei den Internationalen Maifestspielen in Wiesbaden sang sie als Gilda in Rigoletto an der Seite von Željko Lučić und als Anna in Nabucco von Verdi neben Anna Jurjewna Netrebko auf der Bühne.
Gastengagements führten sie an Opernhäuser wie die Oper Frankfurt, wo sie ihr Hausdebüt als Susanna in Le nozze di Figaro gab; das Opernhaus Zürich, wo sie als Valencienne in Die lustige Witwe inszeniert von Barrie Kosky engagiert war; ans Theater Basel als Woglinde in Rheingold, ans Staatstheater Meiningen als Susanna, ans Theater Bonn als Gilda in Rigoletto, Aalto Musiktheater Essen als Sophie in Der Rosenkavalier inszeniert von Anselm Weber und an die Semperoper Dresden als Susanna und Euridice in Monteverdis L’Orfeo, wo sie in der Inszenierung von Nikolaus Habjan debütierte. Sie wurde von der Lautten Compagney Berlin unter der Leitung von Wolfgang Katschner begleitet und trat gemeinsam mit Rolando Villazón als Orfeo auf.
Taratorkina arbeitete mit namhaften Dirigenten wie Alan Gilbert, Matthias Foremny, Antonello Allemandi, Michael Güttler, Heiko Mathias Förster, Konrad Junghänel, Radoslaw Szulc, Will Humburg, Wolfgang Katschner, Johannes Klumpp, Attilio Cremonesi und Georg Fritzsch zusammen. Sie stand unter der Regie von Nikolaus Habjan, Daniela Kerck, Evelyn Herlitzius und Uwe Eric Laufenberg auf der Bühne.
Ihre Konzerttätigkeit als Opernsängerin umfasst:
- Konzertante Aufführung in der Elbphilharmonie Hamburg während des Internationalen Musikfests Hamburg als Kuchtík in Dvořáks Rusalka unter der Leitung von Alan Gilbert mit dem NDR Elbphilharmonie Orchester, wo sie zusammen mit internationalen Stars wie Rachel Willis-Sørensen, Dmytro Popov, Eric Owens und Jekaterina Gubanowa auftrat[4];
- eine Operngala im Stadtcasino Basel mit dem Collegium Musicum Basel unter der Leitung von James Lowe;
- Auftritte beim Festival der ARD-Preisträger mit einer Kammermusiktournee mit Werken von Gabriel Fauré, Francis Poulenc, Camille Saint-Saëns und Clara Schumann im Rahmen des Mozartfests Würzburg, des Schwarzwald Musikfestivals, der Homburger Meisterkonzerte sowie im Studio 2 des Bayerischen Rundfunks in München[5];
- ein Barockkonzert mit Arien und Trompetenmusik zusammen mit dem Trompeter Helmut Fuchs unter der Leitung von Matthias Grünert in der Frauenkirche Dresden[6];
- ein weiteres Barockkonzert mit Arien aus den Opern Giulio Cesare, Serse und dem Oratorium Semele von Georg Friedrich Händel im Kurhaus Wiesbaden mit dem Hessischen Staatsorchester Wiesbaden unter der Leitung von Konrad Junghänel[7];
- ein Konzert in der renommierten Tonhalle Zürich mit dem Prague Royal Philharmonic Orchestra unter der Leitung von Heiko Mathias Förster[8];
- eine Operngala im Theater Bonn mit dem Beethoven Orchester Bonn[9];
- sowie Auftritte im Prinzregententheater und Herkulessaal in München mit dem Symphonieorchester des Bayerischen Rundfunks (BRSO) und dem Münchner Rundfunkorchester[10].

Seit der Spielzeit 2024/25 ist Anastasiya Taratorkina am Badischen Staatstheater Karlsruhe engagiert. Sie hat als Adele in Die Fledermaus von Strauß und als Oenone in Phèdre von Jean-Baptiste Lemoyne debütiert.

## Auszeichnungen
- Preis und Publikumspreis beim 70. Internationalen ARD-Musikwettbewerb (2021)
- Preisträgerin des 47. Gesamtrussischen Gesangswettbewerbs für Absolventen der Musikhochschulen in Sankt Petersburg (2019)